# Mokrance
Mokrance este o comună slovacă, aflată în districtul Košice-okolie din regiunea Košice. Localitatea se află la altitudinea de 200 m deasupra n.m., se întinde pe o suprafață de 23,41 km2 și în 2017 număra 1.358 de locuitori.

## Istoric
Localitatea Mokrance este atestată documentar din 1317.

## Demografie
| An:                | 1994 | 2004   | 2014   | 2024    |
| ------------------ | ---- | ------ | ------ | ------- |
| Număr de persoane: | 1287 | 1345   | 1369   | 1563    |
| Diferență:         |      | +4,50% | +1,78% | +14,17% |

| An:                | 2023 | 2024   |
| ------------------ | ---- | ------ |
| Număr de persoane: | 1513 | 1563   |
| Diferență:         |      | +3,30% |